# Antonín Emanuel Komers
Antonín Emanuel Komers (12. června 1814 Humpolec – 18. prosince 1893 Jihlava) byl český a rakouský agronom, pedagog a politik, během revolučního roku 1848 poslanec Říšského sněmu.

## Biografie
Narodil se do vlastenecké rodiny humpoleckého měšťana Matěje Komerse a jeho druhé ženě Marii Anně, rozené Baštinové. Měl čtrnáct sourozenců, ale pouze sedm se dožilo dospělosti Nejstarší bratr Karel (1796–1870) byl ministerským úředníkem, později povýšeným do šlechtického stavu. Od roku 1851 byl Karel majitelem panství Libkova Voda. Další bratr Emanuel Heinrich (1808–1889) byl v 60. letech 19. století rakouským ministrem spravedlnosti. 
Antonín Emanuel vystudoval v letech 1824–1830 gymnázium v Jihlavě, pro nedostatek peněz však nemohl studoval na vysoké škole. Ve věku sedmnácti let proto nastoupil jako zemědělský praktikant na statcích na rodné Vysočině. Byl také zaměstnán jako soudní aktuár ve Zbraslavicích. Od roku 1832 pracoval na panství hraběte Františka Antonína z Thun-Hohensteinu staršího v Děčíně. Když rodové panství převzal syn František Antonín II. z Thun-Hohensteinu, byl mu roku 1836 přidělen Komers jako tajemník. Po dva roky pak mohl studovat na rolnické akademii v Hohenheimu u Stuttgartu, kterou dokončil roku 1838 s výbornými výsledky. Působil pak dlouhodobě jako thunovský hraběcí sekretář u Františka Antonína. Zároveň byl roku 1839 pověřen vedením správy dvora ve Slavětíně u Loun. V roce 1840 byl jmenován ředitelem thunovského panství Peruc a funkci zastával do roku 1844. Provedl úspěšné reformy hospodaření velkostatku.
1. dubna 1844 byl jmenován ředitelem centrální správy thunovských velkostatků a zároveň hospodářským radou. Přestěhoval se z Peruce natrvalo do Děčína, respektive do Podmokel. V této významné funkci prováděl reformy hospodaření, budoval silnice a cesty, nechal vysazovat ovocné sady a budovat potravinářské závody.
Během revolučního roku 1848 se zapojil do politiky. V doplňovacích volbách roku 1849 byl zvolen na ústavodárný Říšský sněm. Zastupoval volební obvod Humpolec (původně zde poslancem byl Karel Havlíček Borovský). Profesně se uvádí jako thunovsko-hohensteinský ústřední ředitel. V seznamu poslanců z ledna 1849 se ještě neuvádí. Patřil k českému politickému táboru, Národní strana (staročeši). V reakci na své zvolení napsal Karlu Havlíčkovu Borovskému doppis, ve kterém uvedl: „Rád bych s Vámi pohovořil o důležitých věcech. Že se co Váš nástupce (ačkoliv bez Vaší výtečné schopnosti) – též k naší straně připojím, co udatný federalista, Čech tělem i duší a jako takový vlast a národ milující – není zapotřebí dnes vykládat.“ Do sídla sněmu v Kroměříži dorazil Komers v únoru 1849, ale výrazněji do jeho činnosti nezasáhl, protože parlament byl již v březnu rozpuštěn.
V roce 1849 se přestěhoval do Prahy, kam přesídlila ústřední thunovská kancelář, nyní, po zrušení poddanství, již bez správních funkcí, výlučně jako vedení hospodářského provozu rozsáhlých thunovských zemědělských držav. Podílel se na založení zemědělské školy v Libverdě. Už v roce 1844 navrhl na schůzi Vlastenecko-hospodářské společnosti, jejímž byl členem, aby došlo ke zřízení vyšší školy rolnické. Škola vznikla roku 1850. V témže roce byl zvolen členem výboru a prezídia Vlastenecko-hospodářské společnosti. V letech 1860 až 1872 byl členem jejího centrálního výboru, později jejím viceprezidentem. Roku 1871 byl za svou práci povýšen do rytířského stavu.
Patřil mezi specialisty na agronomii a publikoval německy i česky odborné stati o hospodářství, vydával hospodářský sborník, kalendář a další publikace. Podnikl studijní cesty po západní Evropě, monitoroval zahraniční odbornou literaturu. Byl taktéž členem Zemědělské rady pro Království české, v letech 1873-1877 jejím viceprezidentem, v letech 1877-1884 druhým prezidentem. Založil a vydával sborník a zemědělský časopis, napsal učebnice zemědělské ekonomie. Propagoval využití strojů a mechanizace v zemědělské výrobě. Byl ředitelem hospodářské školy.
Podnikal i mimo thunovské velkostatky. V roce 1856 založil společně s Jindřichem Chotkem cukrovar ve Veltrusech. Chotek pak roku 1859 předal Komersovi řízení celého svého velkostatku. 1. ledna 1869 byl jmenován hospodářským radou a šéfem centrálního ředitelství panství Maxmiliána Egona I. z Fürstenbergu. Komers sám vlastnil statek v Mostově u Kynšperka. Roku 1861 koupil a následně přestavěl Lžín v jižních Čechách.
Do politiky se ještě vrátil po obnovení ústavního systému vlády v 60. letech. V zemských volbách v lednu 1867 byl zvolen do Českého zemského sněmu v kurii velkostatkářské (nesvěřenecké velkostatky). Byl členem Strany konzervativního velkostatku, která spolupracovala se staročechy a která tehdy ovládla volby ve velkostatkářské kurii.
Roku 1871 mu byl udělen Řád železné koruny a tudíž byl povýšen do rytířského stavu (Anton Emanuel Ritter von Komers). Do penze odešel k 1. lednu 1875, kdy opustil funkci hospodářského rady a ředitele ústřední správy thunovského panství. Nechal si ale funkci vrchního ředitele vyššího zemského hospodářského ústavu v Libverdě. Roku 1885 zcela odešel z veřejného života a přestěhoval se z Prahy do Jihlavy k neteři. Jeho zdravotní stav se zhoršoval. Zemřel v Jihlavě na sešlost věkem v prosinci roku 1893.

### Rodina
V jednatřiceti letech se 24. září 1845 oženil v kostele Panny Marie Sněžné v Praze s Marií Jindřichovou (1826–1876), dcerou pražského měšťana Jana Jindřicha. Nejstarší syn Karel František (1846–1870) trpěl po celý život křehkým zdravím. Zemřel na ochrnutí plic v pouhých čtyřiadvaceti letech. 
Prostřední František Emanuel (1848–1934) byl c.k. okresní komisař v Karlových Varech, od roku 1893 okresním hejtmanem v Lanškrouně, kde se v národnostně vypjatém prostředí jako rakouský monarchista snažil být neutrální. V době hilsneriády v regionu potlačil vlnu antisemitismu.
Nejmladší syn Emanuel (1850–1907) zemřel ve Vídni.